# Ритик Рошан
Ритик Рошан (на английски: Hrithik Roshan, хинди: ऋतिक रोशन, урду:رتک روشن;), роден на 10 януари 1974 г. е индийски актьор от Боливуд. Той печели 5 пъти наградата Филмфер. 

## Кариера
Първата си филмова роля Ритик изиграва, когато е само на шест години – през 1980 г. във филма „Aasha“. Той се появява и в „Aap Ki Deewane“ (1980) и „Божествената баща“(1986), където играе малки роли. Успоредно с това става помощник-директор на баща си във филма „Каран и Арджун“ (1995) и „Любов без думи“ (1997). Ритик прави актьорския си дебют през 2000 г. във филма „Kaho Naa Pyaar Hai“ заедно с Амиша Пател, която също дебютира там. Филмът е режисиран от баща му и има голям успех в боксофиса – това е най-големият филм на 2000 г. и печели Филмфер награда за най-добър филм. С изпълнението си Ритик печели 2 Филмфер награди – за най-добър мъжки дебют и за най-добър актьор. Филмът Kaho Naa Pyaar Hai влиза в книгата на рекордите на Лимса през 2003 за най-много спечелени награди в Боливуд – 102 награди. През 2000 г. Рошан започва филма Fiza. Той е одобрен от критиците, но е недобре приет от публиката. Следва „Мисия Кашмир“ който е средно успешен в боксофиса. През 2001, Ритик започва „Yaadein“ който не е много успешен в боксофиса и Понякога щастие, понякога тъга, който обаче се приема неочаквано добре от критиците и става вторият най-успешен филм на 2001 г.
2002 година е много лоша за него, тогава претърпява три загуби – „Mujhse Dosti Karoge!“, „Na Tum Jaano Na Hum“, „Aap Mujhe Achche Lagne Lage“. През 2003 г., най-накрая има друг хит – „Аз намерих някого“, в който режисьор е неговият баща Ракеш Рошан. Това е най-добрият филм на годината и печели много Филмфер награди, включително и за най-добър актьор за Ритик. През 2004 г. той има само една загуба – „Lakshya“, режисиран от Фархан Акхтар.
След това Ритик си взима 2 години почивка. Появява се отново през юни 2006 г. с филм за супергероя „Крриш“, който е продължение на „Koi Mil Gaya“. „Крриш“ има голям успех в боксофиса и е с един от най-големите рейтинги за 2006. Неговият най-нов филм е „Байкери 2“, втора чест на хита от 2004 г. „Байкери“. В него той за пръв път играе отрицателна роля (на крадец). Филмът е пуснат на 24 ноември 2006 г. и има един от най-големите рейтинги на 2006 г.

## Филмфер награди
Печели Филмфер награди за: най-добър мъжки дебют (2001), най-добър актьор: „Kaho Naa Pyaar Hai“ (2001), най-добър актьор „Аз намерих някого“ (2004), най-добър актьор „Аз намерих някого“ (2004) (Критиците), най-добър актьор Байкери 2 (2007).

## Филмография
| Година | Филм                           | Роля                              | Други награди                                                                                               |
| ------ | ------------------------------ | --------------------------------- | --- |
| 1980   | Aasha                          | Детска роля                       | |
| 1980   | Aap Ke Deewane                 | Детска роля                       | |
| 1986   | Bhagwan Dada                   | Говинда (Детска роля)             | |
| 2000   | Kaho Naa... Pyaar Hai          | Рохит/Радж Чопра                  | Награден, Филмфер награда за най-добър актьор Награден, Филмфер награда за най-добър дебют                  |
| 2000   | Fiza                           | Амаан Икрамулах                   | Номиниран, Филмфер награда за най-добър актьор                                                              |
| 2000   | Mission Kashmir                | Алтаф Кан                         | |
| 2001   | Yaadein                        | Ронит Малхотра                    | |
| 2001   | Понякога щастие, понякога тъга | Рохан Райчанд                     | Номиниран, Филмфер награда за най-добра поддържаща роля Награден, IIFA награда за най-добра поддържаща роля |
| 2002   | Aap Mujhe Achche Lagne Lage    | Рохит                             | |
| 2002   | Na Tum Jaano Na Hum            | Рахул Шарма                       | |
| 2002   | Mujhse Dosti Karoge!           | Радж Малхотра                     | |
| 2003   | Main Prem Ki Diwani Hoon       | Прем Кишен Матхур                 | |
| 2003   | Аз намерих някого              | Рохит Мехра                       | Награден, Филмфер награда за най-добър актьор Награден, Филмфер награда за най-добро изпълнение             |
| 2004   | Lakshya                        | Каран Шергил                      | Номиниран, Филмфер награда за най-добър актьор                                                              |
| 2006   | Krrish                         | Кришна Мехра ака Криш/Рохит Мехра | Номиниран, Филмфер награда за най-добър актьор                                                              |
| 2006   | I See You                      | Пешеходец в песента „Субах Субах“ | Специално участие                                                                                           |
| 2006   | Dhoom 2                        | Ариан / Мистър А                  | Награден, Филмфер награда за най-добър актьор                                                               |
| 2007   | Jodhaa Akbar                   | Акбар                             | |
| 2010   | Молба                          | Итан Маскаренхас                  | |
| 2011   | Животът не може да бъде скучно | Арджун Салуя                      | |
| 2011   | Пламенен път                   | Виджай Динанах Чаухан             | |
| 2013   | Криш 3                         | Кришна Мерха                      | |
| 2014   | Бум бум                        | Раджвеер                          | |
| 2016   | Мохенджо Даро                  | Сарман                            | |
| 2017   | Kaabil                         | Рохан Хатнагар                    | |
| 2019   | Super 30                       | Ананд Кумар                       | |
| 2019   | War                            | Командир Кабир Даливал            | |
| 2022   | Vikram Vedha                   | Vedha                             | filming |
| 2023   | Fighter                        |                                   | filming |
| 2024   | Krrish 4                       |                                   | announced)                                                                                                  |